# Carl Nordenfalk
Carl Nordenfalk (* 13. Dezember 1907 in Stockholm; † 13. Juni 1992 ebenda) war ein schwedischer Kunsthistoriker.

## Leben
Carl Nordenfalk studierte an den Universitäten  Uppsala (1926–1928) und Göteborg (1928–1929). 1938 wurde er mit einer Dissertation zur Illustration der spätantiken Kanontafeln. Seit 1934 arbeitete er als Kurator am Museum in Göteborg, 1944 wechselte er an das Schwedische Nationalmuseums in Stockholm, dessen Direktor er von 1958 bis zu seinem Ruhestand 1968 war.
Er ist für seine Arbeiten zu spätantiken und mittelalterlichen Buchmalerei bekannt. Darüber hinaus trug er zum Studium neuzeitlicher Maler bei, darunter Vincent van Gogh (1943) und Rembrandt.
Er wurde 1970 in die American Philosophical Society und 1974 in die American Academy of Arts and Sciences gewählt.

## Veröffentlichungen (Auswahl)
- Der Kalender vom Jahre 354 und die lateinische Buchmalerei des IV. Jahrhunderts. Göteborg 1936.
- Die spätantiken Kanontafeln. Kunstgeschichtliche Studien über die eusebianische Evangelien-Konkordanz in den vier ersten Jahrhunderten ihrer Geschichte. Text- und Tafelband. Oscar Isacsons Boktryckery, Göteborg 1938 (Digitalisat Textband).
- mit André Grabar: Early Medieval Painting, from the Fourth to the Eleventh Century. Editions D’Art Albert Skira, Genf/New York 1957.
- mit André Grabar: Romanesque Painting, from the Eleventh to the Thirteenth Century. Editions D’Art Albert Skira, Genf/New York 1958.
- Die spätantiken Zierbuchstaben. Stockholm 1970.
- (Kommentar): Codex Caesareus Upsaliensis. A facsimile edition of an Echternach Gospel-Book of the Eleventh Century. Stockholm 1971.
- (Kommentar): Vergilius Augusteus. Vollständige Faksimile-Ausgabe, Codex Vaticanus latinus 3256 der Biblioteca Apostolica Vaticana und Codex latinus fol. 416 der Staatsbibliothek Preußischer Kulturbesitz. Graz 1976.